# Grote Prijs Jef Scherens 2016
Il Grote Prijs Jef Scherens 2016, cinquantesima edizione della corsa, valido come evento dell'UCI Europe Tour 2016 categoria 1.1, si svolse il 21 agosto 2016 per un percorso di 185,7 km. Fu vinto dal belga Dimitri Claeys, che giunse al traguardo in 4h 19' 34" alla media di 42,92 km/h, seguito dall'olandese Pim Ligthart e dal russo Roman Maikin.
Dei 177 ciclisti alla partenza furono 94 a portare a termine la competizione.

## Squadre e corridori partecipanti
| N.      | Cod. | Squadra                     |
| ------- | ---- | --------------------------- |
| 1-8     | WGG  | Wanty-Groupe Gobert         |
| 11-18   | TSV  | Topsport Vlaanderen-Baloise |
| 21-28   | LTS  | Lotto-Soudal                |
| 31-38   | EQS  | Etixx-Quick Step            |
| 41-48   | ROP  | Roompot Oranje Peloton      |
| 51-58   | SSG  | Stölting Service Group      |
| 61-68   | FVC  | Fortuneo-Vital Concept      |
| 71-78   | CCC  | CCC Sprandi Polkowice       |
| 81-88   | TNN  | Team Novo Nordisk           |
| 91-98   | STH  | Wilier Triestina-Southeast  |
| 101-107 | ONE  | ONE Pro Cycling             |
| 113-118 | BOC  | Beobank-Corendon            |

| N.      | Cod. | Squadra                          |
| ------- | ---- | -------------------------------- |
| 122-128 | CIB  | Cibel-Cebon                      |
| 131-138 | CRV  | Crelan-Vastgoedservice           |
| 141-148 | ERA  | ERA-Murprotec                    |
| 151-158 | WBC  | Wallonie Bruxelles-Group Protect |
| 161-168 | WIL  | Veranda's Willems Cycling Team   |
| 171-178 | SHI  | Superano Ham-Isorex              |
| 181-188 | SKT  | An Post-ChainReaction            |
| 191-198 | ICA  | Israel Cycling Academy           |
| 201-208 | GAZ  | Gazprom-RusVelo                  |
| 211-218 | MET  | Metec-TKH                        |
| 222-228 | PCT  | Team Roth                        |
| 231-238 |      | Team Wiggins                     |

## Ordine d'arrivo (Top 10)
| Pos. | Corridore         | Squadra      | Tempo    |
| ---- | ----------------- | ------------ | -------- |
| 1    | Dimitri Claeys    | Wanty-Gob.   | 4h19'34" |
| 2    | Pim Ligthart      | Lotto-Soudal | a 4"     |
| 3    | Roman Maikin      | Gazprom      | a 8"     |
| 4    | Boris Vallée      | Fortuneo     | s.t.     |
| 5    | Dion Smith        | ONE          | s.t.     |
| 6    | Sean De Bie       | Lotto-Soudal | s.t.     |
| 7    | Arjen Livyns      | Veranda's    | s.t.     |
| 8    | Dries De Bondt    | Veranda's    | s.t.     |
| 9    | Joeri Stallaert   | Cibel-Cebon  | s.t.     |
| 10   | Gianni Vermeersch | Veranda's    | s.t.     |